# پژوهشگاه ارتباطات و فناوری اطلاعات

## تاریخچه و معرفی
پژوهشگاه ارتباطات و فناوری اطلاعات (مرکز تحقیقات مخابرات) ایران با ۵۰ سال فعالیت تخصصی مستمر در حوزه ارتباطات و فناوری اطلاعات، یکی از قدیمی‌ترین نهادهای پژوهشی حاکمیتی در حوزه فاوا و مغز متفکر و مشاور مادر وزارت ارتباطات و فناوری اطلاعات به‌شمار می‌رود. این مرکز در سال ۱۳۴۹ با امضای تفاهم نامه ای بین ایران و ژاپن تأسیس شد و به‌طور محدود، فعالیت‌های تحقیقاتی بنیادی خود را که پیش از انقلاب شکوهمند اسلامی عمدتاً ماهیتی دانشگاهی داشت، آغاز کرد. با پیروزی انقلاب اسلامی و تصویب شورای عالی انقلاب فرهنگی، اداره امور پژوهشگاه ارتباطات و فناوری اطلاعات (مرکز تحقیقات مخابرات ایران) به وزارت پست و تلگراف و تلفن (ارتباطات و فناوری اطلاعات فعلی) واگذار شد و به عنوان بازوی تحقیقاتی و مشاوره ای در این وزارتخانه فعالیت‌های گسترده‌ای را دنبال کرد. این پژوهشگاه در سال ۱۳۸۴ به مؤسسه تحقیقات ارتباطات و فناوری اطلاعات و در سال ۱۳۹۱ از مؤسسه به پژوهشگاه ارتقا یافت.

## چشم‌انداز و ماموریت‌ها
پژوهشگاه ارتباطات و فناوری اطلاعات در راستای اجرای وظایف مندرج در اساسنامه پژوهشگاه، پیشبرد اهداف توسعه حوزه ارتباطات و فناوری اطلاعات در اسناد بالادستی و برنامه‌های کلان کشور و به پشتوانه ظرفیت‌های پایدار دانش و پژوهش، شبکه سازی علمی و زیرساخت‌های تخصصی در حوزه ارتباطات و فناوری اطلاعات، ماموریت‌های زیر را دنبال می‌کند:
- توسعه فناوری و راهبری تجاری سازی
- مشاوره تخصصی به زیست‌بوم ICT کشور
- دیده‌بانی، آینده نگری و پژوهش مسئولانه
- ارتقا مهارت‌های دیجیتال و توسعه شبکه دانش

## رئیس و معاونین پژوهشگاه
دکتر ستار هاشمی، وزیر ارتباطات و فناوری اطلاعات در روز شنبه، یکم دی ماه ۱۴۰۳ در حکمی، «لیلا محمدی» را به سمت «رییس پژوهشگاه ارتباطات و فناوری اطلاعات» منصوب کرد. برای نخستین بار در تاریخ پژوهشگاه ارتباطات و فناوری اطلاعات است که یک خانم به عنوان رئیس پژوهشگاه انتخاب می‌شود.
محمدی، دانش آموخته دکترای مخابرات بی‌سیم و عضو هیات علمی پژوهشگاه ارتباطات و فناوری اطلاعات است که پیش از این مسئولیت هایی چون رئیس پژوهشکده فناوری ارتباطات و مشاور امور زنان و خانواده پژوهشگاه ارتباطات و فناوری اطلاعات را عهده‌دار بوده است. پیش از این، سید محمد رضوی زاده عهده دار ریاست این پژوهشگاه بود. 
دکتر علیرضا یاری، سمت معاونت پژوهش و توسعه ارتباطات علمی و دکتر سید محمدرضا سادات حسینی، معاونت پشتیبانی و توسعه منابع انسانی پژوهشگاه را بر عهده دارند.

## ساختار پژوهشی پژوهشگاه
پژوهشگاه در راستای اجرای ماموریت‌ها و وظایف محوله از ۴ پژوهشکده «فناوری اطلاعات»، «فناوری ارتباطات»، «امنیت فناوری ارتباطات و اطلاعات»، «مطالعات راهبردی و اقتصاد دیجیتال» و دو مرکز «نوآوری و توسعه هوش مصنوعی»، «آموزش مهارت‌های تحول دیجیتال» تشکیل شده است.

## برنامه‌های پژوهشگاه
- نقش آفرینی فعالانه و مشارکت در اجرای تکالیف وزارت متبوع و برنامه‌های بخشی و فرابخشی در حوزه ارتباطات و فناوری اطلاعات
- توسعه آزمایشگاه‌های تخصصی مرجع در حوزه فناوری اطلاعات و ارتباطات
- حمایت از بومی سازی و تجاری سازی محصولات و خدمات حوزه ارتباطات و فناوری اطلاعات
- رصد، آینده پژوهی و تدوین نقشه راه توسعه فناوری‌های نوین در کشور
- اجرای فعالیت‌های پژوهشی راهبردی و کاربردی در حوزه‌های ارتباطات رادیویی، ماهواره‌ای و نوری، دولت هوشمند، امنیت، هوش مصنوعی و هوشمندسازی، تحول دیجیتال و اقتصاد دیجیتال.
- توسعه همکاری بین‌المللی در راستای راهبری و مدیریت گروه‌های مطالعاتی اتحادیه بین‌المللی مخابرات در وزارت متبوع 

## طرح‌های کلان پژوهشگاه
- «طرح توسعه فناوری‌های نسل آتی شبکه ارتباطی»: . این طرح شامل تحقیق، توسعه، و تجاری‌سازی فناوریهای جدیدی است که می‌تواند به بهبود زیرساخت‌های ارتباطی و پاسخ به نیازهای آینده کمک کند. ضمن اینکه نسلها ارتباطی جدید در طرح بررسی می شوند، همگرای آنها با شبکه های فیبر و ماهواره‌ای نیز مورد توجه و بررسی قرار می گیرد. تا زمینه لازم برای حرکت به نسل‌های آتی شبکه در کشور فراهم شود.
- طرح توسعه هوش مصنوعی به عنوان خدمت»: این طرح مبتنی بر انجام مطالعات بنیادی و کاربردی، توسعه زیرساخت ها، خدمات آزمایشگاهی، توسعه ابزارها و پلتفرم‌هایی است که در زمینه پیاده سازی کاربردها و خدمات هوش مصنوعی و همچنین هوشمندسازی به سازمان‌ها و توسعه‌دهندگان کمک می‌کند. با توجه به تکالیف وزارت متبوع در توسعه زیرساخت های هوش مصنوعی و نیز حرکت پیشرو در زمینه هوشمندسازی، این طرح تعریف و در حال اجرا می باشد.
- «طرح توسعه امنیت سایبری در ارتباطات با نگاه به فناوری‌های نوین»: با پیشرفت فناوری‌های نوین مانند محاسبات کوانتومی، اینترنت اشیاء (IoT) و هوش مصنوعی، نیاز به تقویت امنیت سایبری در ارتباطات بیش از پیش احساس می‌شود. این طرح به منظور فراهم نمودن زیرساخت‌های امن و مقاوم در برابر تهدیدات سایبری طراحی شده است. 
- «طرح توسعه حکمرانی هوشمند مبتنی بر تحقق اهداف سیاستی در حوزه ICT»: مطالعات راهبردی، آینده پژوهی، توسعه پلتفرم های تحلیل داده و استقرار آزمایشگاه سیاستی از اقدامات این طرح است که با هدف مواجهه فعالانه با تحولات و نیز پشتیبانی موثر از تصمیم‌گیری‌ و سیاست‌گذاری‌های مطلوب و تنظیم گری پویا در بخش ارتباطات و فناوری اطلاعات، تعریف شده است.  
عناوین برخی از طرح‌های کلان پژوهشگاه در سال‌های اخیر به شرح زیر می‌باشد. 
- طرح جویشگر بومی (دیدرس): مجموعه‌ای از ابزارها است که در قالب یک وبگاه امکان جستجو را به کاربران ارئه می‌دهد. این طرح در پژوهشگاه در حال تحقیق و توسعه در سطح کلان می‌باشد.[۳]
- طرح شبکه‌های نرم‌افزار محور: شبکه‌های نرم‌افزار محور به مفهوم جدایی سطح کنترل از سطح ارسال داده بوده و به‌عنوان بزرگ‌ترین تحول چهار دهه اخیر در معماری شبکه شناخته می‌شود. این طرح در پژوهشگاه جز طرح‌های در دست توسعه می‌باشد.[۴]
- طرح اینترنت اشیاء: اینترنت اشیاء به‌عنوان چهارمین انقلاب در صنعت توانمندسازی اشیاء می‌باشد. کار این طرح اتصال اشیاء به اینترنت و کنترل خودکار یا از راه دور آن‌ها است. این طرح در بیشتر پژوهشگاه‌ها و دانشگاه‌های سرتاسر جهان در حال توسعه است که پژوهشگاه ارتباطات و فناوری اطلاعات نیز از این دسته مستثنی نبوده و در حال توسعه آن می‌باشد.[۵]
- طرح نسل پنجم شبکه موبایل: طرح نسل پنجم موبایل که طبق آمار منتشر شده قرار است از سال ۲۰۱۹ کار همگانی‌سازی آن در سطح جهان شروع شود، در پژوهشگاه تحت عنوان پروژه پنپا در حال مطالعه و بررسی می‌باشد.[۶]
- طرح کلان داده‌ها: کاری که در این طرح انجام می‌شود، بررسی و انجام پردازش بر روی حجم بالایی از اطلاعات و داده‌ها است که توسط ابزارهای متداول قابل پردازش نیستند.[۷]
- طرح رادیوی پرظرفیت: این طرح، ایجاد سامانه‌های رادیویی نقطه به نقطه است تا زمانی که شبکه‌های سلولی و فیبرهای نوری آن‌ها از کار بیفتند بتوان ارتباط با اینترنت را حفظ کرد. این طرح در پژوهشگاه بررسی و در حال توسعه می‌باشد.[۸]
- طرح ارتباطات کوانتمی نوری: این طرح جهت بررسی و پیاده‌سازی ذخیره اطلاعات در کامپیوترهای کوانتمی و استفاده از مخابره کوانتمی جهت ارسال داده‌ها است. این طرح نیز در پژوهشگاه در حال مطالعه می‌باشد.[۹]
- طرح جمع‌آوری و تحلیل ترافیکی داده‌ها در سطح وب و شبکه‌های اجتماعی: این طرح شامل بخش‌های جمع‌آوری و نگهداری داده‌های حجیم، تحلیل این داده‌ها با استفاده کاربردی و به‌جا از فناوری‌های هوش مصنوعی، یادگیری ماشین به روش‌های سنتی و عمیق، استفاده از علم آمار، مهندسی داده‌ها، کاوش داده‌ها و در نهایت مصورسازی نتایج تحلیل‌ها، به شیوه توأمان پژوهش و توسعه می‌باشد.[۱۰]

## برخی از محصولات و طرح‌های تجاری سازی شده توسط پژوهشگاه
فهرستی از دستاوردهای کاربردی پژوهشگاه در بخش‌های مختلف پژوهشی به شرح زیر می‌باشد. برخی از این محصولات در چرخه تجاری سازی نیز وارد شده‌اند:
- سامانه هوشمند تحلیل ذائقه کاربران و ترافیک (ذکاوت)
- سامانه انتقال نوری DWDM چهل کاناله
- تقویت کننده SSPA با توان خروجی صد وات در باند Ku
- نمونه فضایی مالتی پلکسر و دی مالتی پلکسر باند Ku
- پایانه‌های زمینی رله تلفنی ماهواره ناهید ۲
- ابررایانه سیمرغ
- سامانه بومی مرکز عملیات امنیت شبکه
- سامانه بومی هوش تهدیدات سایبری
- سیستم عامل بومی سرور و مجازی سازی زمین
- نرم‌افزار بومی ارزیابی امنیت سایبری (پدسا)
- آنتن ماهواره در مدار راهبردی GEO
- سامانه ضدبدافزار بومی پادویش
- موتور بومی ترجمه ماشینی هوشمند ترگمان
- سامانه شبکه خودسازمانده مبتنی بر هوش مصنوعی
- ترانسپوندر باند پهن Ku برای ماهواره GEO

## خدمات پژوهشگاه
علاوه بر خدمات مشاوره تخصصی پژوهشی و نیز برگزاری دوره‌های آموزش و مهارت تخصصی حوزه ICT به مجموعه وزارت متبوع و سایر نهادها و سازمانها، پژوهشگاه ارتباطات و فناوری اطلاعات خدمات متعددی را به جامعه دانشگاهیان، کسب و کارها و عموم علاقمندان و فعالان دولتی و خصوصی و شرکتهای دانش بنیان در این حوزه ارائه می‌کند:
- تست و تأیید نمونه خدمات و محصولات حوزه ICT
- آموزش و ترویج دانش فاوا
- حمایت از پایان‌نامه‌ها و رساله‌های دانشجویان تحصیلات تکمیلی
- جذب کارآموز در مقطع کارشناسی
- حمایت از همایش‌ها و مشارکت در برگزاری
- انتشار مقالات علمی
- حمایت از فرصت مطالعاتی جامعه و صنعت و پسا دکترا
- ارائه اسناد و منابع علمی
- داوری ثبت اختراع در حوزه ICT

دسترسی به مجموعه این خدمات از طریق میز خدمت پژوهشگاه به آدرس (https://egov.itrc.ac.ir) امکان‌پذیر است.

## اختراعات پژوهشگاه
پژوهشگران و اعضای هیئت علمی پژوهشگاه ارتباطات و فناوری اطلاعات به عنوان سرمایه‌های اصلی پژوهشگاه، علاوه بر اجرای موفقیت‌آمیز طرح‌های پژوهشی، کاربردی و بنیادی و نیز ارائه گسترده خدمات آزمایشگاهی تخصصی و مرجع، انتشار مقالات، کتب در حوزه فناوری اطلاعات و ارتباطات، مشارکت قابل توجهی در توسعه دانش و پیشرفت ICT کشور داشته است. در این رابطه برخی از دستاوردهای اعضای هیئت علمی و پژوهشگران پژوهشگاه به عنوان اختراع ملی ثبت شده است.
| ردیف | عنوان اختراع | مخترعین | سال ثبت |
| ---- | --- | --- | ------- |
| ۱    | معماری زیرساخت سخت‌افزاری و نرم‌افزاری برای پردازش فوق سریع با تمرکز بر رایانش ابری، هوش مصنوعی و کلان داده مبتنی بر منابع ترکیبی مجازی و فیزیکی | احسان آریانیان، داود ملکی، سید محمود نعمت‌الله‌زاده، امین نظارات، بهنام رهنما | ۱۴۰۰    |
| ۲    | تقویت‌کننده SSPA با توان خروجی ۵۰ وات و PAE بیش از ۴۲٪ در فرکانس GHz 10/95 – 11/15                                                              | امیر حسین احمدی، لیلا محمدی، پروین سجودی، پیمان پروند، نادر مولائیان، حمیدرضا مؤذن، رقیه کریم زاده بائی، اعظم عیدی،                                                               | ۱۳۹۶    |
| ۳    | تقویت‌کننده SSPA با توان خروجی ۸ وات و بازدهی توان افزوده (PAE) بیش از ۵۰٪ در باند فرکانسی GHz 11/4 – 11/7                                      | حمیدرضا مؤذن، پروین سجودی سردرود، لیلا محمدی، امیر حسین احمدی، رقیه کریم زاده بائی، نادر مولائیان، پیمان پروند، علی خیر دوست                                                      | ۱۳۹۶    |
| ۴    | سامانه رادیوی مایکروویو SDH در باند 18GHz با ظرفیت STM1                                                                                        | آرزومند، حسین عظیمی نژاد، فرشاد حکمی زاده، رجب فلاحی، منصور ناصری، مهدی امینی، لیلا محمدی، غلامرضا صولت شهرستانی، رامین علی محمدی، مهدی هاشمی، بابک گلدوزیان، سید هاشم مداح حسینی | ۱۳۹۶    |
| ۵    | ساخت سیستم مخابراتی مالتی پلکسر STM-16 نوری | داود رنجبر رفیع، علی رضا آزاد، محمود علی‌زاده، علی امامی، پریسا ستاری، مهدی هاشمی، صادق عباسی شاهکوه، سید محمد رضا سادات حسینی                                                     | ۱۳۹۵    |
| ۶    | میزکار تمیز پنج درجه آزادی مخصوص حمل و نقل، نگهداری، ساخت و تست مدل پروازی محموله مخابراتی ماهواره ژئو                                         | سید محمود نعمت‌الله‌زاده، حمید رضا دالایی | ۱۳۹۱    |
| ۷    | زمین XAMIN (ثبت علامت تجاری) | پژوهشگاه ارتباطات و فناوری اطلاعات | ۱۳۹۱    |
| ۸    | جلوگیری از آسیب‌پذیری شبکه‌های دسترسی نوری | علی پور اسلامی | ۱۳۹۰    |

## کتابخانه خوارزمی پژوهشگاه
این کتابخانه در سال ۱۳۵۰ تأسیس شده است و از زمان تأسیس آن تاکنون تغییرات عمده ای را شامل شده است. این کتابخانه به عنوان یکی از محورهای اصلی در گردآوری و انتشار جدیدترین اطلاعات در حوزه مخابرات، رایانه، الکترونیک و علوم وابسته است و سعی بر آن دارد تا امکانات و اطلاعات را به صورت کنترل شده در اختیار جامعه آموزشی و تحقیقاتی کشور قراردهد.
این کتابخانه، اولین کتابخانه ای بوده است که در سال ۱۳۵۸ به نرم‌افزار فهرست نویسی نوسا دسترسی پیداکرده است.
سایت کتابخانه دیجیتال این کتابخانه به مدت ۳ سال پی در پی رتبه اول را در بین سایت‌های کتابخانه‌های دیجیتال در کل کشور به دست آورده است.

## انتشار دستاوردهای پژوهشگاه
کانال‌های انتشار دستاوردها و نتایج فعالیت‌های پژوهشی در پژوهشگاه شامل گزارش‌های فنی، گزارش‌های سیاستی، مقاله و کتاب، کتابخانه دیجیتال پژوهشگاه، بخش دیده‌بان در پرتال پژوهشگاه، مجله فن نگار و مجله بین‌المللی IJICTR است.
پژوهشگاه ارتباطات و فناوری اطلاعات تاکنون ۷۳۲ مقاله در همایشها و نشریات داخلی منتشر نموده است. که از این تعداد ۱۴۳ مقاله ژورنالی و ۵۸۹ مقاله کنفرانسی می‌باشد.
با هدف انتشار دانش و کمک به ارتقای کیفی پژوهش در این حوزه، گزارشات فنی حاصل از فعالیت‌های پژوهشی در پژوهشگاه بر روی سایت کتابخانه دیجیتال آزادرسانی شده است. نحوه دسترسی به این گزارشات از طریق میز خدمت امکان‌پذیر است.
نشست‌های تخصصی و کارگاه‌های علمی متعددی با مشارکت متخصصان و فعالین این حوزه با هدف ارتباط با نخبگان، شبکه سازی علمی و سرمایه‌گذاری علمی و شناخت موضوعات اولویت دار این بخش به صورت حضوری و آنلاین برگزار شده است. برنامه این نشست‌ها در سایت پژوهشگاه و گروه‌های مربوط به پژوهشگاه در شبکه‌های اجتماعی اعلام می‌گردد.
برگزاری رویدادها و همایشهای علمی و تخصصی، یکی از معیارهای اصلی بررسی جایگاه و سطح فعالیت هر مرکز پژوهشی است. سمپوزیوم سالانه بین‌المللی مخابرات (IST) به عنوان مهمترین همایش‌های تخصصی این حوزه توسط پژوهشگاه ارتباطات و فناوری اطلاعات برگزار می‌گردد. علاوه بر این، پژوهشگاه طی سال‌های مختلف حامی و برگزارکننده همایش‌ها و کنفرانس‌های علمی و پژوهشی متعددی بوده است:
- هفتمین همایش پیشرفت‌های معماری سازمانی ایران 
- نخستین همایش ملی پیشرفت‌ها و فرصت‌های فناوری اطلاعات و ارتباطات 
- سیزدهمین کنفرانس ملی فرماندهی و کنترل با میزبانی پژوهشگاه ارتباطات و فناوری اطلاعات
- دهمین کنفرانس سالانه فناوری اطلاعات و دانش (IKT)
***پژوهشگاه ارتباطات با اخذ مجوز انتشارات در سال 1402، با داوری علمی، از چاپ و انتشار کتب تخصصی در حوزه ICT حمایت می کند***.